# Venediger Höhenweg

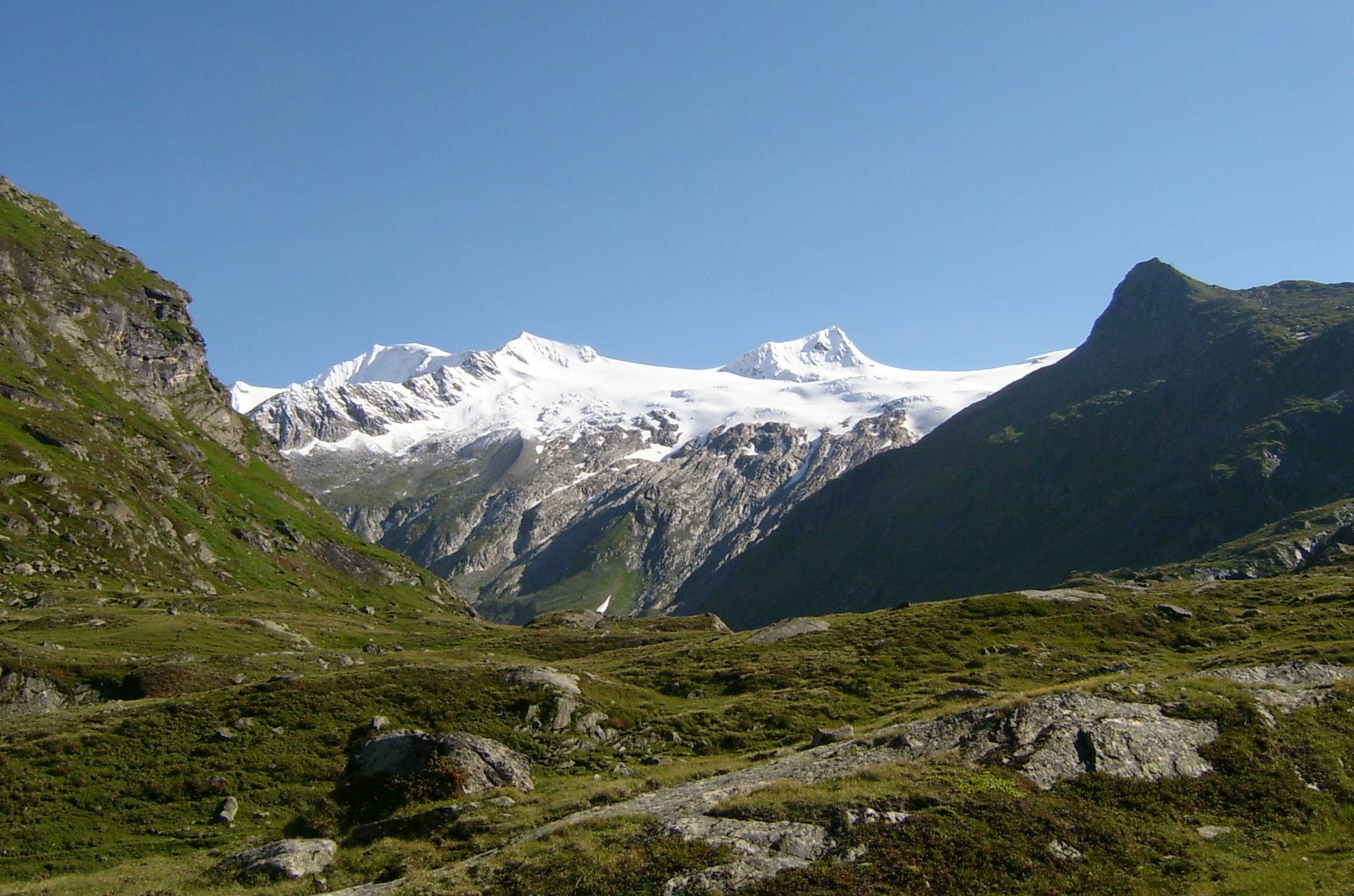
Großvenediger (links) und Rainerhorn von der Johannishütte

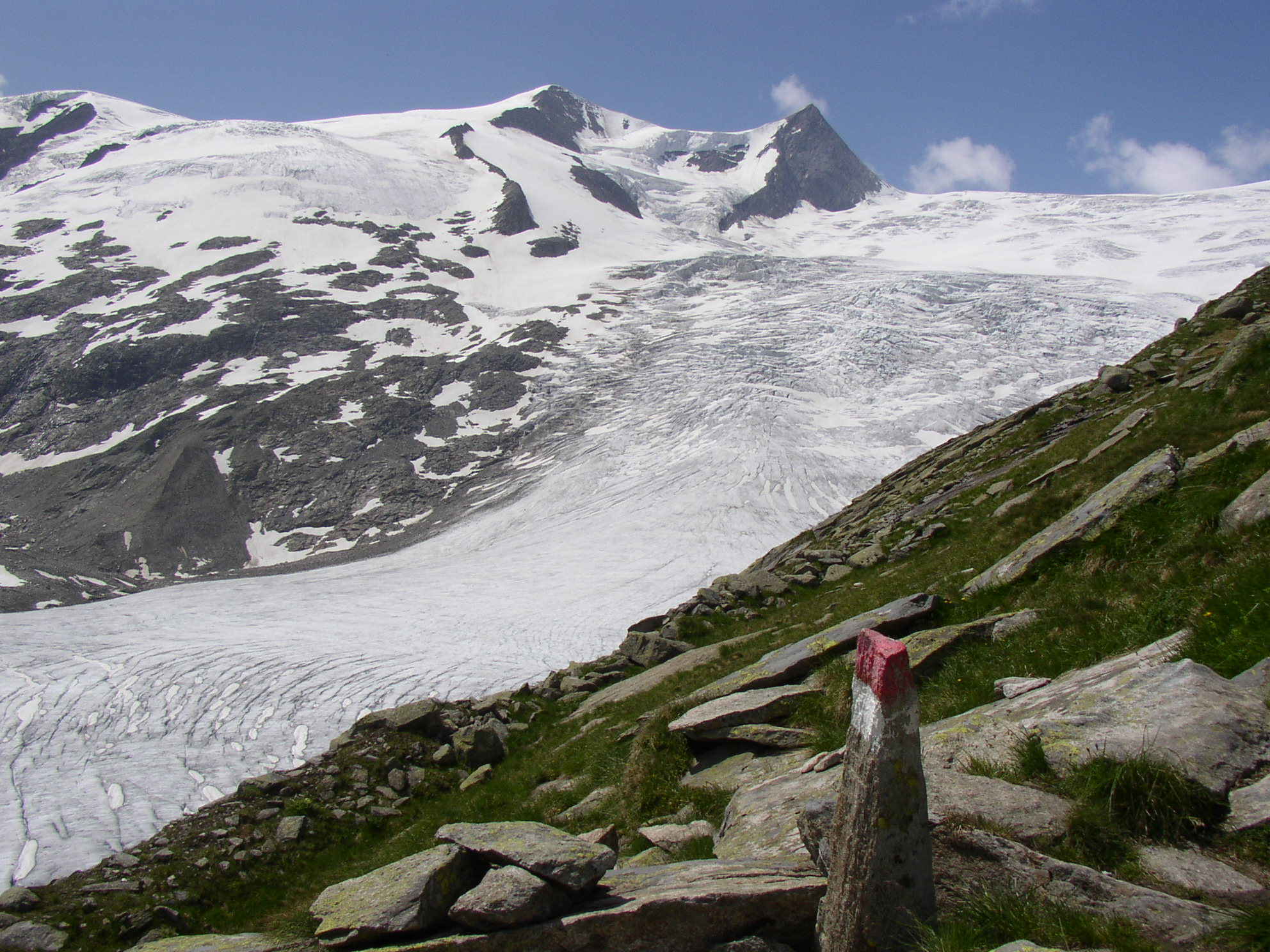
Schlatenkees auf der zweiten Etappe

Der Venediger Höhenweg ist ein Höhenwanderweg im Osttiroler Teil des österreichischen Nationalparks Hohe Tauern und wird in einen Nord- und Südabschnitt unterteilt. Er erstreckt sich über ungefähr 70 Kilometer entlang des Tauern- und des Virgentals und liegt in der vergletscherten Hochgebirgsgruppe des Großvenedigers. 

## Beschreibung
Der Nordabschnitt umfasst sechs Etappen vom Matreier Tauernhaus bis zur St. Pöltner Hütte (mit einigen Variationsmöglichkeiten), der Südabschnitt sieben Etappen vom Wanderparkplatz Ströden bis zum Ortsteil Bichl in Prägraten am Großvenediger. 
Der Weg führt fast ausnahmslos durch alpines und hochalpines Gelände auf einer Höhe zwischen 2000 und 3000 m und ist teilweise mit Drahtseilen und Stahlbügeln versichert. Eine kurze Gletscherquerung des Schlatenkees ist in der zweiten Etappe des Nordabschnitts vorgesehen, kann aber auch umgangen werden. 
Von allen Schutzhütten ist ein Abstieg ins Tal möglich. Der Südabschnitt verlängert den Höhenweg auf der Südseite des Virgentals bis nach Matrei in Osttirol.

## Etappen des Nordabschnitts
|    | Start                                          | Ziel                             | Gehzeit | Gipfelmöglichkeiten |
| -- | ---------------------------------------------- | -------------------------------- | --- | --- |
| 1  | Matreier Tauernhaus (1511 m)                   | St. Pöltner Hütte (2481 m)       | 4–5 h | Tauernkogel (2988 m; 3,5h) Hörndl (2852 m; 2h) Hochgasser (2922 m; 2h) Messeling (2693 m)                                                                   |
| 2  | St. Pöltner Hütte                              | Neue Prager Hütte (2796 m)       | 7 h | Großvenediger (3657 m; 3h) Kristallwand (3329 m) Rainerhorn Schwarze Wand Hoher Zaun                                                                        |
| 3  | Neue Prager Hütte                              | Badener Hütte (2608 m)           | 4 h (über Löbbentörl, 2770 m)                                                                                 | Kristallwand (3329 m; 3,5h) Wildenkogel (3022 m; 4h) |
| 4  | Badener Hütte                                  | Bonn-Matreier Hütte (2750 m)     | 5 h (über Galtenscharte, 2884 m)                                                                              | Hoher Eichham (3371 m; 3 h) Sailkopf (Säulkopf) (3209 m; 3 h) Rauhkopf (3070 m; 2h)                                                                         |
| 5  | Bonn-Matreier Hütte                            | Johannishütte (2121 m)           | 8 h (über Eisseehütte, 2521 m, und Zopetscharte 2958 m) 8 h (über Eisseehütte, 2521 m, und Sajathütte 2600 m) | Großvenediger (3657 m; 4–5 h; über Defreggerhaus; 2962 m) Kreuzspitze (3164 m; 2,5 h)                                                                       |
| 6  | Johannishütte                                  | Essener-Rostocker Hütte (2208 m) | 5–6 h (über Türmljoch 2790 m)                                                                                 | Östliche Simonyspitze (3441 m; 3,5 h) Großer Geiger (3360 m, 4 h) Dreiherrnspitze, (3499 m, 5–6 h) Malhamspitze (3360 m, 5 h) Rostocker Eck (2749 m, 2,5 h) |
| 1A | Matreier Tauernhaus                            | Innergschlöß (1689 m)            | 1,5 h | |
| 2A | Innergschlöß                                   | Badener Hütte (2608 m)           | 5 h | |
| 3A | Badener Hütte                                  | Bonn-Matreier Hütte (2745 m)     | 5–6 h (über Galtenscharte 2871 m)                                                                             | |
| 1B | Innergschlöß                                   | Alte Prager Hütte (2489 m)       | 3 h (+1h bis Neue Prager Hütte)                                                                               | |
| 2B | Neue Prager Hütte                              | St. Pöltner Hütte                | 7h | |
| 1C | Berghaus Aubergschlöß oder Matreier Tauernhaus | St. Pöltner Hütte                | 3h | |

Die Etappen 1–3A, 1–2B und 1C sind mögliche Varianten.

## Etappen des Südabschnitts
|    | Start                                                | Ziel                                                  | Gehzeit                       | Gipfelmöglichkeiten |
| -- | ---------------------------------------------------- | ----------------------------------------------------- | ----------------------------- | --- |
| 1  | Parkplatz Hinterbichl / Ströden - Stoan Alm (1460 m) | Essener-Rostocker Hütte (2208 m)                      | 2,5 h                         | Östliche Simonyspitze (3440 m) Großer Geiger (3360 m) Großer Happ (3350 m) Mittlere Malhalmspitze (3364 m) Rostocker Eck (2749 m)          |
| 2  | Essener-Rostocker Hütte                              | Johannishütte (2121 m)                                | 3,5 h                         | Großer Geiger (3360 m) Weißspitze (3300 m) Kreuzspitze (3164 m) Zopetspitze (3198 m) Großen Happ (3350 m)                                  |
| 3  | Johannishütte                                        | Neue Sajathütte (2575 m)                              | 3 h (über Löbbentörl, 2770 m) | Weißspitze (3300 m) Kreuzspitze (3164 m) Scherneskopf (3048 m) Hinterer Sajatkopf (3098 m) Tulpspitze (3054 m) Zopetspitze (3198 m)        |
| 4  | Neue Sajathütte                                      | Eisseehütte (2521 m)                                  | 3 h                           | Weißspitze (3300 m) Kreuzspitze (3164 m) Scherneskopf (3048 m) Hinterer Sajatkopf (3098 m) Tulpspitze (3054 m) Vorderer Sajatkopf (2913 m) |
| 5  | Eisseehütte                                          | Bonn-Matreier Hütte (2750 m)                          | 3,5 h                         | Sailkopf (3209 m) Rauhkopf (3070 m) Roter Riegel (2001 m) Hocheicham (3371 m)                                                              |
| 6  | Bonn-Matreier Hütte                                  | Badener Hütte (1689 m)                                | 3,5 h                         | Wunspitze (3219 m) Schaufel (2633 m) Esel (2401 m) Hocheicham (3371 m)                                                                     |
| 7  | Badener Hütte                                        | Venedigerhaus (1689 m)                                | 1,5 h                         | |
| 1A | Bonn-Matreier Hütte                                  | Stabanthütte (1777 m) über Nilljochhütte und Bodenalm | 2,5 h                         | |